# Uğrak
Uğrak (kurmandschi: Texerî) ist ein ehemaliges jesidisches Dorf im Südosten der Türkei. Es grenzte nördlich an Beşiri im gleichnamigen Landkreis Beşiri in der Provinz Batman. Heute ist das Dorf ein Stadtteil Beşiris. Der Ort befindet sich in Südostanatolien.

## Geschichte und Bevölkerung
Der ursprüngliche Name des Dorfes lautet Texerî. Durch die Türkisierung geographischer Namen in der Türkei wurden die Dörfer umbenannt. Uğrak (Texerî) ist heute ein weitgehend verlassenes Dorf.
Laut dem Jahrbuch der Provinz Siirt von 1973 lebten 11 Menschen in dem Dorf. (Stand 2000) Heute leben 4 jesidische Familien in Uğrak.